# The Shop
The Shop es un organismo de alto secreto ficticio de los Estados Unidos en los escritos de Stephen King. Desempeña un papel central como el antagonista en la novela Ojos de fuego, la miniserie Golden Years, y la película The Lawnmower Man, y es un elemento de la novela Los Tommyknockers. Además, una referencia improvisada puede hacer responsable los hechos de la novela The Mist. En la adaptación cinematográfica de The Langoliers, Bob Jenkins lanza una conspiración del gobierno basada en la teoría por las condiciones del avión y se refiere a una agencia teórica como 'The Shop' (está referencia también se hace en el cuento, que forma parte de Las cuatro después de la medianoche). En La danza de la muerte, The Shop se encarga de detener el brote de super-gripe, que no lo hace completamente. The Shop está interesado en la búsqueda científica de lo que parece ser considerado un fenómeno paranormal, como aliens, inmortalidad, y poderes paranomarles y psíquicos. 
El nombre formal de la agencia es Departamento de EE. UU. de Inteligencia Científica. Además del personal de investigación, the Shop también emplea agentes armados que generalmente están encubiertos y persiguen sus objetivos con un profundo desprecio por la moral o el imperio de la ley. King mantiene el grado de legitimidad jurídica de The Shop, como también la naturaleza exacta de su relación con otras agencias gubernamentales, vaga. El director de The Shop en Ojos de fuego es el Capitán James "Cap" Hollister.
King ha dicho que el nombre The Shop es una referencia a la novela de A. E. van Vogt, The Weapon Shops of Isher.